# Сосновий Бор (Бірський район)
Сосно́вий Бор (рос. Сосновый Бор, башк. Сосновый Бор) — присілок (у минулому селище) у складі Бірського району Башкортостану, Росія. Входить до складу Старопетровської сільської ради.
Населення — 55 осіб (2010; 59 у 2002).
Національний склад:
- росіяни — 90 %

Старі назви присілка — Дом Отдиха, Дом отдиха Сосновий Бор.